# Tale of the Nine Tailed 1938
Tale of the Nine Tailed
Tale of the Nine Tailed 1938 (hangeul : 구미호뎐 1938 ; RR : Gumihodyeon 1938 ; MR : Kumihodyŏn 1938) est une série télévisée fantastique sud-coréenne. Elle fait suite à Tale of the Nine Tailed et réunit une grande partie de l'équipe originale dont le scénariste Han Woo-ri, les réalisateurs Kang Shin-hyo et Jo Nam-hyung, le compositeur Hong Dae-sung ainsi que le tandem d'acteurs Lee Dong-wook/Kim Bum. Développé par Studio Dragon, le drama est diffusé de mai à juin 2023 sur tvN.

## Résumé
Sans savoir comment ni pourquoi, le Gumiho Lee Yeon est téléporté dans les années 30. La Corée subit alors l'occupation japonaise et Yeon se retrouve dans une posture délicate.
Pour le meilleur comme pour le pire, il retrouve de vieilles connaissances : son frère cadet mi-Gumiho mi-humain Lee Rang, la déesse de la montagne occidentale Ryu Hong-joo, le dieu des montagnes du nord Ryu Kyung-soo et de nombreux ennemis...
Yeon va tout mettre en œuvre pour rejoindre son époque et sa bien-aimée, Ji-ah.

## Distribution

### Personnages principaux
- Lee Dong-wook : Lee Yeon ; Gumiho, il est l'ancien esprit de la montagne et gardien de Baekdudaegan. Alors qu'il vit à notre époque en compagnie de son âme-sœur Ji-ah, il se trouve transporté en 1938.
- Kim So-yeon : Ryu Hong-joo ; Ancienne déesse de la montagne occidentale, elle est aujourd'hui propriétaire du Myoyeongak, un restaurant haut de gamme à Gyeongseong. Elle se lie d'amitié avec Lee Yeon.

- Kim Bum : Lee Rang ; Mi-Gumiho mi-humain, il est le frère cadet de Lee Yeon pour lequel il entretient des sentiments contradictoires.

- Ryu Kyung-soo : Cheon Moo-young ; Ancien dieu des montagnes du Nord. Ami de longue date de Lee Yeon et Hong-joo, il dérobe la Pierre Gardienne de Samdocheon et s'enfuit dans le passé.

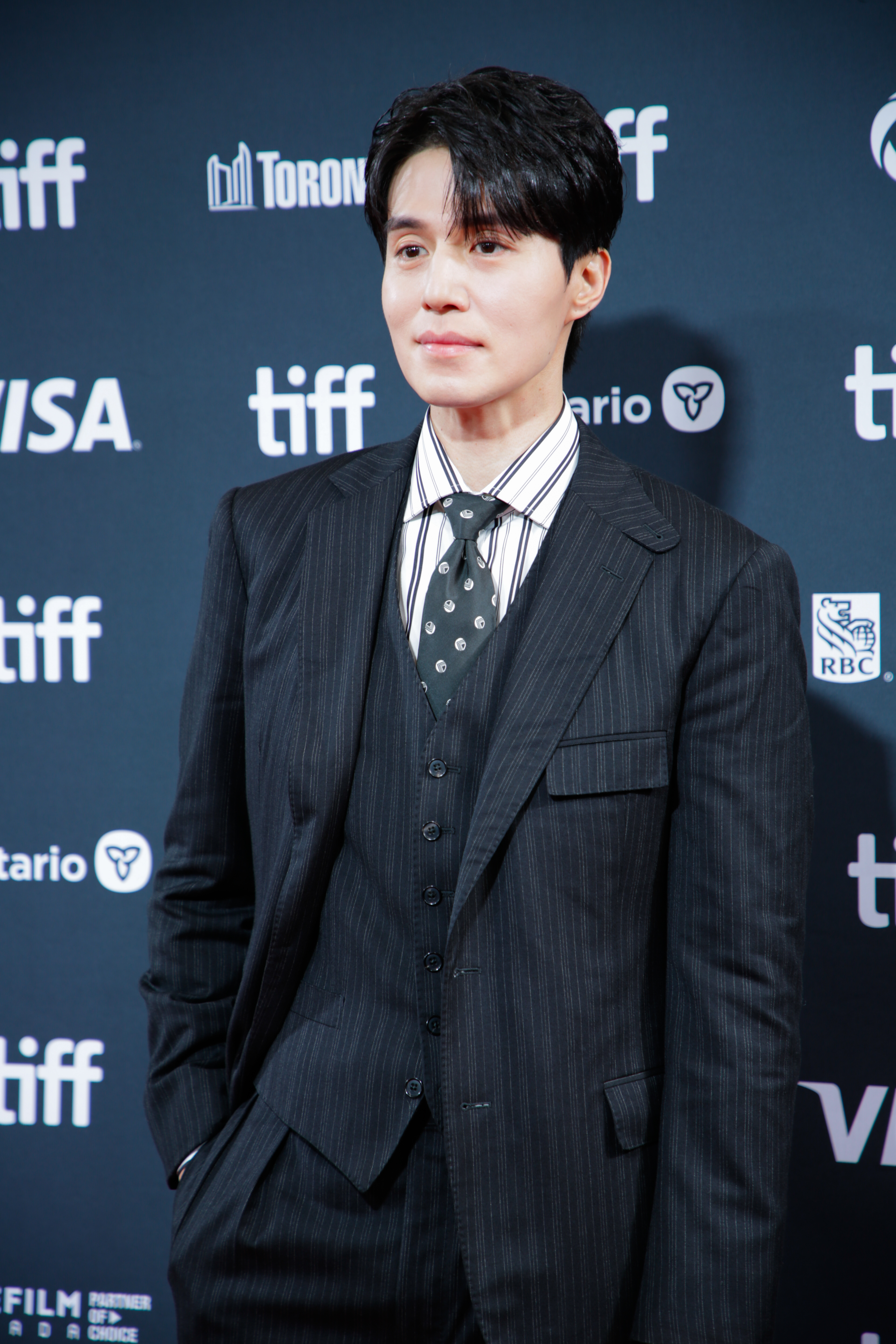
Lee Dong-wook : Lee Yeon, le Renard à neuf queues du titre.
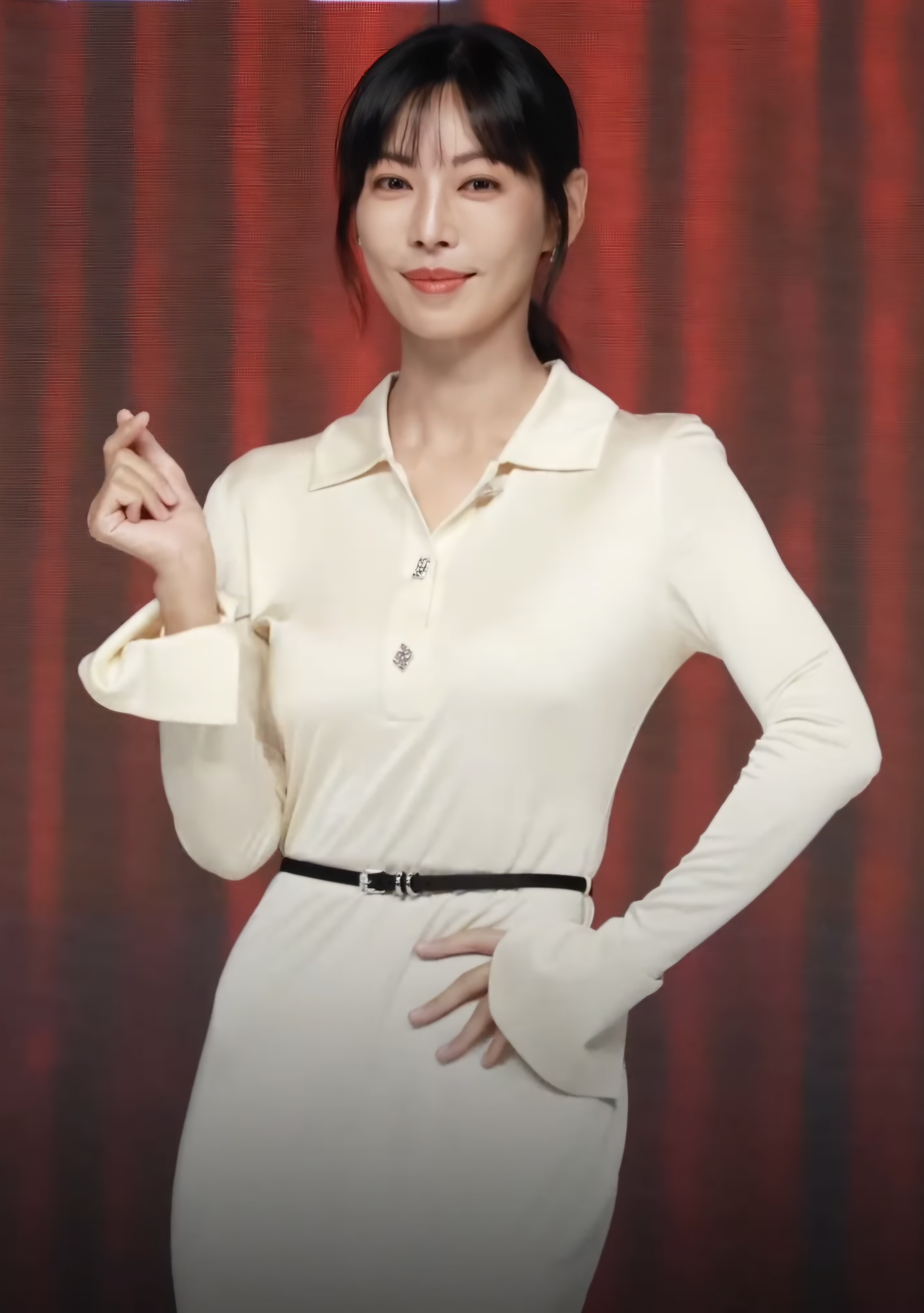
Kim So-yeon : Ryu Hong-joo, déesse de la montagne occidentale et restauratrice.
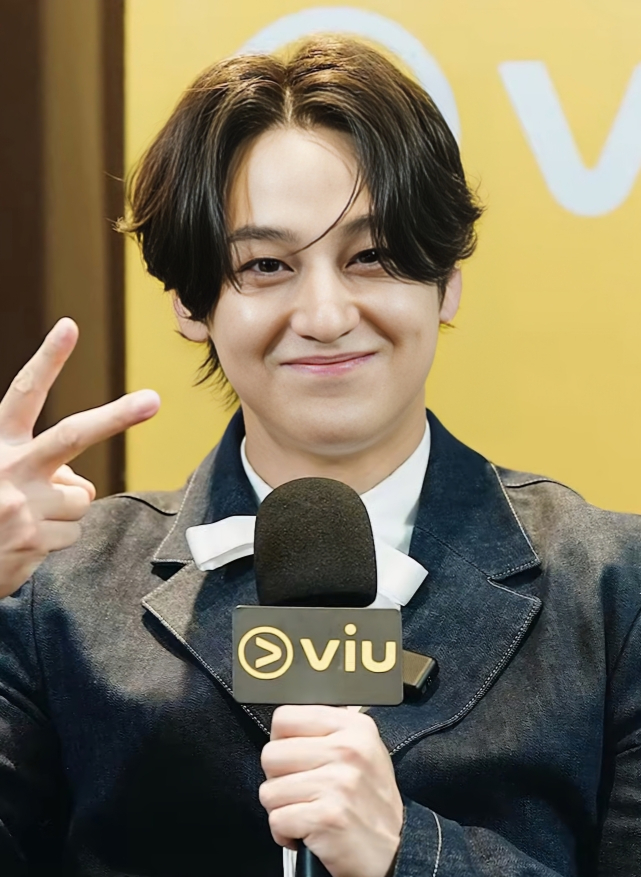
Kim Bum : Lee Rang : Mi-Gumiho mi-humain, le cadet turbulent de Yeon.
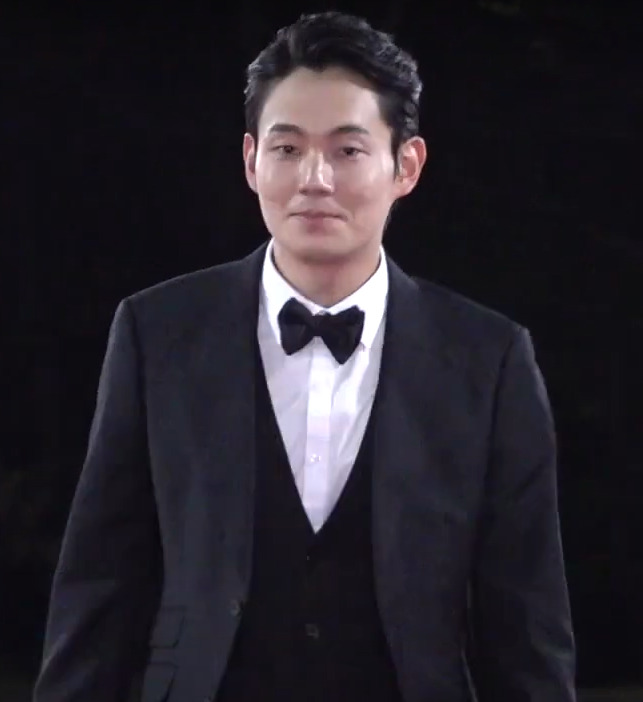
Ryu Kyung-soo : Cheon Moo-young, dieu des montagnes du Nord.

### Personnages secondaires

#### Entourage de Lee Yeon
- Hwang Hee : Goo Shin-joo ; Gumiho, ami fidèle de Lee Yeon, il traque les monstres avec ce dernier.
- Kim Yong-ji : Sunwoo Eun-ho ; Journaliste.

- Kim Soo-jin : La Mariée Escargot / Bok Hye-ja ; Propriétaire du magasin Obok Goods, situé au cœur de Gyeongseong.

#### Entourage de Ryu Hong-joo
- Han Gun-yoo : Yoo Jae-yoo ; Garde du corps de Hong-joo.

- Kim Joo-young : Mae Hwa ; Une artiste du Myoyeongak. Elle a été recueillie par Hong-joo alors qu'elle mendiait dans la rue.

- Kim Na-hyun : Nancho ; Une artiste du Myoyeongak.

- Kang Na-eon : Guk Hee ; Une artiste du Myoyeongak.

- Joo Ye-rim : Juk Hyang ; Une jeune artiste du Myoyeongak qui a été abandonnée par son père.

#### Entourage de Lee Rang
- Woo Hyun-jin : Jang Yeo-hee ; Sirène, elle cumule deux emplois, employée dans un magasin de vêtements pendant la journée et chanteuse du Club Paradise durant la nuit.

- Jo Dal-hwan : Boo Doo-mok ; Bras droit de Lee Rang et chef des bandits en 1938.

#### Bureau de l'Immigration de l'Au-Delà
- Kim Jung-nan : Taluipa ; Sœur cadette du roi Yeomra (souverain suprême des Enfers) et épouse de Hyunuiong. Elle travaille au Bureau de l'Immigration de l'Au-Delà, où elle gère la liste des âmes et confie des missions à Lee Yeon.

- Ahn Gil-kang : Hyunuiong ; Gardien de la rivière Samdo, époux de Taluipa. Il travaille également au Bureau de l'Immigration de l'Au-Delà où il accueille les âmes des défunts avant leur arrivée dans le monde souterrain.

#### Gouvernement général japonais de Corée
- Ha Do-kwon : Ryuhei Kato ; Policier au sein de gouvernement général japonais. Il est l'une des personnalités les plus influentes du pays.

- Lim Ji-ho : Akira Saito ; Chef de sécurité du gouvernement japonais.

### Autres
- Kim Seung-hwa : Yuki
- Jung Su-gyo  : Jung Dae-seung ; Un détective coréen œuvrant au poste de police de Jongno.
- Jang Ha-kyung : Yang Young-ae
- Seo Young-joo : Satori ; L'un des ennemis des frères Lee.
- Younghoon : Dongbangsak
- Jo Bo-ah : Nam Ji-ah ; Compagne de Lee Yeon et héroïne de Tale of the Nine Tailed.

## Accueil

### Accueil en Corée Sud

#### Audiences
| Episode | Diffusion originale | Audiences recensées (Nielsen Korea) | Audiences recensées (Nielsen Korea) |
| Episode | Diffusion originale | Nationales                          | Dans la Région de Séoul             |
| --- | ------------------- | ----------------------------------- | ----------------------------------- |
| 1 | 6 mai 2023          | 6.463% (1er)                        | 7.409% (1er)                        |
| 2 | 7 mai 2023          | 7.129% (1er)                        | 8.303% (1er)                        |
| 3 | 13 mai 2023         | 5.233% (1er)                        | 5.808% (1er)                        |
| 4 | 14 mai 2023         | 6.682% (1er)                        | 7.606% (1er)                        |
| 5 | 20 mai 2023         | 5.533% (1er)                        | 6.656% (1er)                        |
| 6 | 21 mai 2023         | 6.860% (1er)                        | 8.116% (1er)                        |
| 7 | 27 mai 2023         | 5.324% (1er)                        | 6.249% (1er)                        |
| 8 | 28 mai 2023         | 6.736% (1er)                        | 7.983% (1er)                        |
| 9 | 3 juin 2023         | 4.988% (1er)                        | 6.155% (1er)                        |
| 10 | 4 juin 2023         | 6.625% (1er)                        | 8.196% (1er)                        |
| 11 | 10 juin 2023        | 4.728% (1er)                        | 5.475% (1er)                        |
| 12 | 11 juin 2023        | 8.024% (1er)                        | 9.102% (1er)                        |
| Moyenne | Moyenne             | 6.194%                              | 7.255%                              |
| - Dans le tableau ci-dessus, les chiffres en bleu indiquent les audiences les plus basses et les chiffres en rouge représentent les audiences les plus hautes. - Cette série a été diffusée sur une chaîne câblée/payante qui a normalement une audience relativement plus petite par rapport à la télévision gratuite/chaîne publique (KBS, SBS, MBC et EBS). |                     |                                     |                                     |